# 國軍機務司令部
國軍機務司令部（：／ Gukgun Gimu Saryeongbu */?），前稱國軍保安司令部，韓國已廢止軍事機關，隸屬於韓國國防部，負責韓國國軍的軍事情報蒐集與反間諜任務，同時執行刑事調查任務。
自1974年起至2008年11月18日為止，國軍機務司令部均位於首爾鐘路區內（即今國立現代美術館新館位置）。2008年11月19日，國軍機務司令部遷往京畿道果川市。2018年間，遭媒體爆出一系列醜聞后，在新任韓國總統文在寅的命令下，機務司令部於同年9月1日解散重整为军事安保支援司令部。
2022年11月，尹锡悦政府將军事安保支援司令部更名為國軍防諜司令部，目的為強化反間諜職能。

## 历史

### 成立
國軍機務司令部的前身可追溯至韓戰早期設立的反情報單位。1950年10月21日，韓國國軍成立旨在防止敵方間諜滲入的防諜單位「特務部隊」（특무부대），并於1960年将其更名為「防諜部隊」（방첩부대），后在1968年改組為陸軍「保安司令部」（보안사령부）；另一方面，海軍與空軍的反情報單位「特別搜查隊」（특별수사대）則分別成立於1953年與1954年。1977年10月，海軍、空軍的特別搜查隊與陸軍保安司令部合併，同時正式改組為國軍保安司令部，直屬國防部長。

### 双十二政变
1979年2月間，韓國陸軍少將全斗煥出任保安司令；8個月後，時任韓國總統的朴正熙於同年10月26日遇刺身亡。約翰·霍普金斯大學韓國專題教授唐·奥伯道夫在其著作《兩個韓國》（The Two Koreas）中指出，身為保安司令的全斗煥成為了朴正熙遇刺案中的主要首席調查人員（聯合搜查本部長）。1979年12月12日，全斗煥逮捕時任陸軍參謀部長的鄭昇和上將，同時發動政變。全斗煥最終在司令任內昇為上將，後成為韓國總統。

### 解散與重組
2018年8月3日，韓國總統文在寅在研究前1日接到之2份機務司令部改革方案後，指示韓國國防部重編國軍機務司令部，任命陸軍特戰司令南泳臣為新任機務司令。青瓦臺國民溝通首席秘書尹永燦在記者會上表示，國防部長宋永武舉薦之機務司令南泳臣，是特種作戰及夜間作戰專家，也是推進韓國國軍中偵查情報機構機務司令部改革最佳人選，文在寅指示宋、南兩人將涉及機務司網路留言事件、就世越號沉沒事故監察平民、編製戒嚴令文件等非法行為者調回原部隊，並指示機務司令部迅速任命非軍人出身監察室室長，深入調查組織內非法和不正之風並採取適當措施。
2018年8月6日，韓國軍事安保支援司令部創設籌備團正式成立，新任機務司令南泳臣陸軍中將擔任籌備團長，成員達20餘人，籌備團將執行總統令制定、司令部及旗下部隊整合等任務。創設籌備團在制定總統令後將調整新司令部將軍、上校等職位規模。根據韓國國防部國軍機務司令部改革委員會所提出建議，籌備團將司令部總人數從目前4200餘人裁至2900人，其中原機務司令部下轄750多人將回歸原屬單位，580多人則退伍，將領由9人裁至6人，上校由50餘人裁至30餘人。国军机务司令部旗下部队曾多达50余支；改组后，在各地方的“60单位”部队和师级支援部队解散，軍事安保支援司令部旗下仅剩30支部队。此外，軍事安保支援司令部不再使用之前的老虎图案，原先机务司令部的标志塔也被拆除。2018年8月14日國務會議通過韓國國防部預告成立軍事安保支援司令部制定令案，軍事安保支援司令部於2018年9月1日正式成立。2022年11月，尹锡悦政府將军事安保支援司令部更名為國軍防諜司令部，強化反間諜職能。

## 爭議

### 世越號沉沒事故监控平民事件
2018年7月2日，韓國國防部公開證實，在世越號沉没事故發生時與其後家屬抗议期間，國軍機務司令部派遣便衣工作人員前往監控一事。船難發生後，家屬前往事發現場附近珍島體育館等待救援進度時，機務司令部工作人員開始在現場紀錄家屬行動，將家屬分類為「穩健派」及「強硬派」，还監控家屬在網上與媒體上公開發言，并向上級報告。為監控船難家屬，機務司令部還組成60人工作小組，甚至動員到大多数罹難者就讀之檀園高中，隨時記錄生還者與校內人士言行，同時支援保守派團體开展反對罹難者家屬抗爭之示威，以及在網上鼓動毀謗罹難者家屬。

### 朴槿惠政府編製戒嚴令事件
2018年7月16日，就任韓國總統不久的文在寅命令韓國國軍立即交出一切討論戒嚴計畫文件；19日，韓國國防部向青瓦臺提交國軍機務司令部編製的戒嚴計畫附件；隔日青瓦臺發言人金宜謙召開記者會，首次公開朴槿惠政府時期擬定的戒嚴計畫文件內容。韓軍文件顯示，如果憲法法院在去年3月駁回彈劾案，軍方會按計畫宣布戒嚴、鎮壓集會民眾。
戒嚴令研究文件《戰時戒嚴及合作業務執行方案》有一附件〈應對計畫細節材料〉，該附件共分為4個部份：分階段應急預案、衛戍令（駐軍戡亂）、宣布戒嚴、實行戒嚴，列了21章節、67頁，詳述韓軍戒嚴計畫，直指能否在保密情況下迅速宣布戒嚴，並控制戒嚴部隊進城要道等措施是戒嚴成功關鍵。戒嚴文件顯示，機務司令部已制定組成戒嚴大軍計畫，命令機械化師、機甲旅、特種部隊出動戰車、裝甲車，向494處重要設施，以及反朴槿惠民眾集會之光化門廣場、汝矣島部署兵力，且已選定戒嚴司令部駐紮地址。文件更包含原计划2017年3月發表的戒嚴演讲稿，並附有1979年10月26日時任總統朴正熙遇刺、1980年發布戒嚴令時官方演讲稿。戒嚴文件更詳列韓國國軍管控國會和情報機構的具體做法；2017年3月時，韓國國會“朝小野大”，為避免國會決議解除戒嚴，機務司令部計劃通過黨政協商機制，要求當時執政黨議員缺席表決，並直接将參加反政府示威的在野黨議員以現行犯逮捕，使解除戒嚴決議草案表決無法達到開會法定人數。機務司令部也建議，朴槿惠可命令韓國國家情報院院長服從戒嚴司令指揮，並安排國家情報院副院長協助戒嚴司令。此外，計畫還提到管控其他政府機構方式，以及如何向外國駐韓使館武官、外國記者說明戒嚴令。除了發動軍事鎮壓，機務司令部更企圖在戒嚴時期實施新聞管制，向包括官方通訊社韓聯社在內8家通訊社、網路媒體、韓國廣播公司（KBS）等22家電視台、電台以及《朝鮮日報》等26家報社派遣新聞審查人員。
金宜謙指出，按照正常程序，通常韓國聯合參謀本部民間作戰部戒嚴課每隔2年會制定1次《戒嚴實務便覽手冊》，青瓦臺已證實此文件與前述戒嚴計畫不同，很可能是軍方高層在2017年3月考慮實際操作情形之下所準備的。該戒嚴文件亦不照戒嚴手冊慣例，计划推選陸軍參謀總長而不是聯合參謀本部議長為戒嚴司令。戒嚴文件曝光後，引發韓國社會高度關注，文在寅下令成立軍方特別調查團，徹查與戒嚴文件相關的國軍將領。
2018年7月16日，时任机务司令趙顯千中将在美国表示，戒严文件是自己下令编写的。

### 其他事件
2011年11月11日，韓國中央勞動委員會披露，一名機務司令部員工非法蒐集國民健康保險公團註冊公民的個人資料，且時間長達三年半之久。
在戒严文件曝光后，韩国国军人权中心披露，机务司令部曾监听过时任总统卢武铉和时任国防部长尹光雄的通话，还将卢武铉的自传称为“煽动性书籍”。

## 歷任指揮官

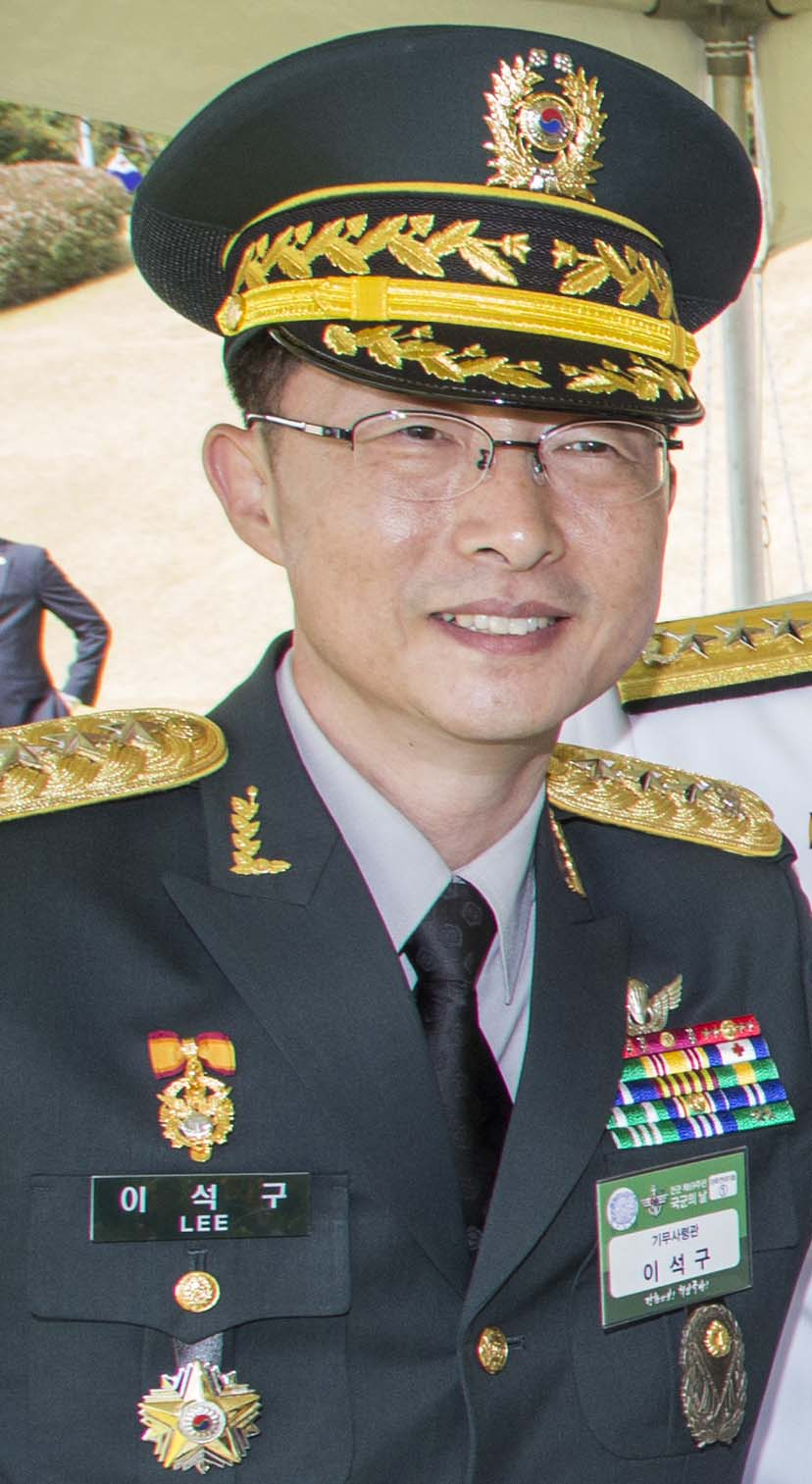
機務司令部第43任司令李錫九中將。

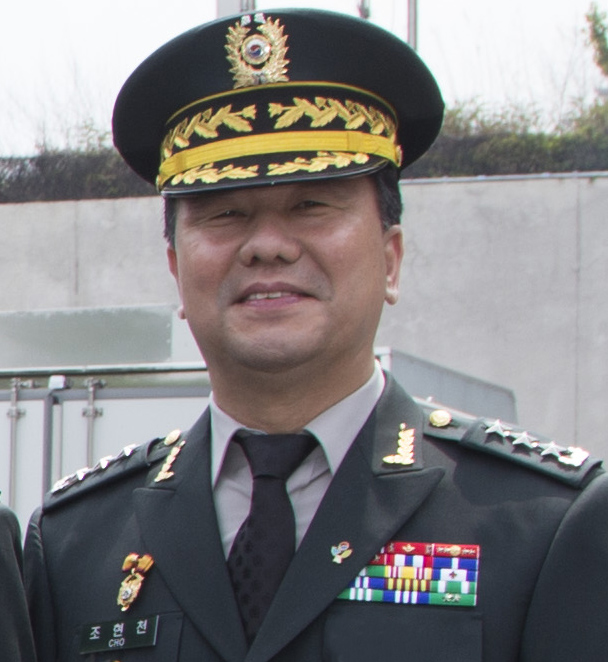
機務司令部第42任司令趙顯千中將。

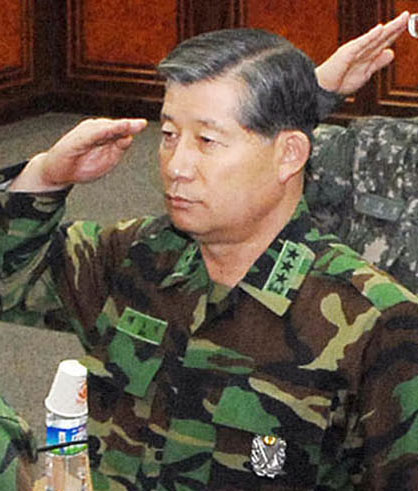
機務司令部第39任司令裴得植中將。

| 任數           | 姓名       | 階級 | 就任時間       | 離任時間       |
| -------------- | ---------- | ---- | -------------- | -------------- |
| 特務部隊長     |            |      |                |                |
| 首任           | 金炯一（） | 上校 | 1950年10月20日 | 1950年12月15日 |
| 第2任          | 白仁燁（백인엽） | 准將 | 1950年12月15日 | 1951年1月13日  |
| 第3任          | 李翰林（） | 准將 | 1951年1月13日  | 1951年4月6日   |
| 第4任          | 金宗勉（김종면） | 准將 | 1951年4月19日  | 1951年5月15日  |
| 第5任          | 金昌龍（） | 少將 | 1951年5月15日  | 1956年1月30日  |
| 第6任          | 鄭麟澤（정인택） | 准將 | 1956年1月30日  | 1957年9月25日  |
| 第7任          | 金在鉉（김재현） | 准將 | 1957年9月25日  | 1959年10月10日 |
| 第8任          | 河甲清（하갑청） | 准將 | 1959年10月10日 | 1960年5月1日   |
| 第9任          | 李召東（이소동） | 准將 | 1960年5月1日   | 1960年6月1日   |
| 陸軍防諜部隊長 |            |      |                |                |
| 第10任         | 朴昌錄（박창록） | 准將 | 1960年6月1日   | 1961年4月1日   |
| 第11任         | 李哲熙（） | 准將 | 1961年4月1日   | 1961年6月10日  |
| 第12任         | 金在春（김재춘） | 准將 | 1961年6月10日  | 1962年7月12日  |
| 第13任         | 鄭昇和（정승화） | 准將 | 1962年7月12日  | 1964年1月8日   |
| 第14任         | 朴榮錫（박영석） | 准將 | 1964年1月8日   | 1965年3月6日   |
| 第15任         | 尹必鏞（윤필용） | 少將 | 1965年3月6日   | 1968年2月17日  |
| 陸軍保安司令   |            |      |                |                |
| 第16任         | 金載圭（김재규） | 中將 | 1968年2月17日  | 1971年9月23日  |
| 第17任         | 姜昌成（강창성） | 少將 | 1971年9月23日  | 1973年8月14日  |
| 第18任         | 金鍾煥（） | 中將 | 1973年8月14日  | 1975年2月26日  |
| 國軍保安司令   |            |      |                |                |
| 第19任         | 陳鍾埰（진종채） | 中將 | 1975年2月28日  | 1979年3月5日   |
| 第20任         | 全斗煥（전두환） | 上將 | 1979年3月5日   | 1980年8月21日  |
| 第21任         | 盧泰愚（노태우） | 上將 | 1980年8月21日  | 1981年7月14日  |
| 第22任         | 朴俊炳（） | 上將 | 1981年7月14日  | 1984年7月6日   |
| 第23任         | 安弼濬（안필준） | 上將 | 1984年7月6日   | 1985年6月1日   |
| 第24任         | 李鍾九（이종구） | 上將 | 1985年6月1日   | 1986年7月4日   |
| 第25任         | 高明昇（） | 上將 | 1986年7月4日   | 1987年12月29日 |
| 第26任         | 崔坪旭（최평욱） | 上將 | 1987年12月29日 | 1988年12月7日  |
| 第27任         | 趙南豊（조남풍） | 上將 | 1988年12月7日  | 1990年10月10日 |
| 國軍機務司令   |            |      |                |                |
| 第28任         | 具昌會（구창회） | 上將 | 1990年10月10日 | 1991年12月4日  |
| 第29任         | 徐完秀（서완수） | 中將 | 1991年12月4日  | 1993年3月8日   |
| 第30任         | 金度閏（김도윤） | 少將 | 1993年3月8日   | 1993年10月22日 |
| 第31任         | 林載文（임재문） | 中將 | 1993年10月22日 | 1998年3月25日  |
| 第32任         | 李南信（이남신） | 中將 | 1998年3月25日  | 1999年10月27日 |
| 第33任         | 金弼洙（김필수） | 中將 | 1999年10月27日 | 2001年10月10日 |
| 第34任         | 文斗植（문두식） | 中將 | 2001年10月10日 | 2003年4月21日  |
| 第35任         | 宋泳勤（） | 中將 | 2003年4月21日  | 2005年2月5日   |
| 第36任         | 金榮漢（김영한） | 中將 | 2005年2月5日   | 2006年12月4日  |
| 第37任         | 許坪桓（） | 中將 | 2006年12月4日  | 2008年3月20日  |
| 第38任         | 金鍾泰（） | 中將 | 2008年3月21日  | 2010年4月2日   |
| 第39任         | 裴得植（배득식） | 中將 | 2010年4月2日   | 2013年4月24日  |
| 第40任         | 張璟旭（） | 少將 | 2013年4月24日  | 2013年10月26日 |
| 第41任         | 李載壽（） | 中將 | 2013年10月26日 | 2014年10月13日 |
| 第42任         | 趙顯千（조현천） | 中將 | 2014年10月13日 | 2017年9月26日  |
| 第43任         | 李錫九（이석구） | 中將 | 2017年9月26日  | 2018年8月4日   |
| 末任           | 南泳臣（） | 中將 | 2018年8月4日   | 2018年9月1日   |

## 外部連結
- Official website(Korean)
- Official website(English)